# Pourchères
Pourchères ist eine französische Gemeinde mit 137 Einwohnern (Stand: 1. Januar 2022) im Département Ardèche in der Region Auvergne-Rhône-Alpes; sie gehört zum Arrondissement Privas und zum Kanton Privas. Die Bewohner werden Pourchérois genannt.

## Geographie
Pourchères liegt etwa 28 Kilometer nordwestlich von Montélimar. Umgeben wird Pourchères von den Nachbargemeinden Ajoux im Norden und Westen, Creysseilles im Osten und Nordosten, Veyras im Osten und Südosten, Saint-Priest im Süden und Südosten sowie Gourdon im Westen und Südwesten.

## Bevölkerungsentwicklung
| Jahr                       | 1962 | 1968 | 1975 | 1982 | 1990 | 1999 | 2006 | 2013 |
| Einwohner                  | 124  | 94   | 72   | 86   | 117  | 118  | 130  | 148  |
| Quellen: Cassini und INSEE |      |      |      |      |      |      |      |      |

## Sehenswürdigkeiten
- Kirche Saint-Julien, Monument historique

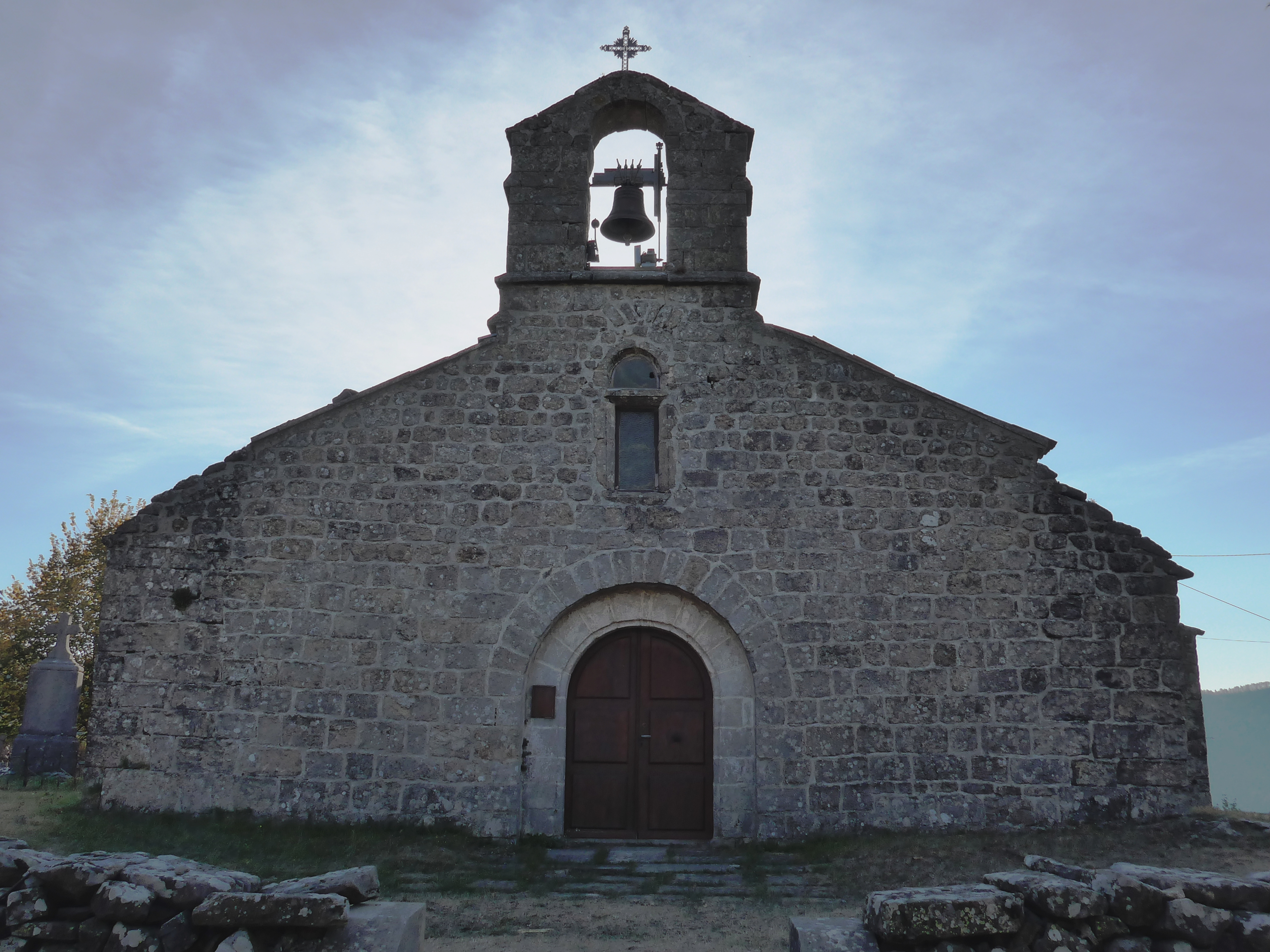
Kirche Saint-Julien